# Șiria
Șiria (in ungherese Világos, in tedesco Hellburg) è un comune della Romania di 8 592 abitanti, ubicato nel distretto di Arad, nella regione storica della Transilvania.
Il comune è formato dall'unione di 3 villaggi: Galșa, Mâsca, Șiria.
Il più importante sito di interesse del comune è il castello, costruito nel XIII secolo, che ha avuto un ruolo importante nella storia della Romania, essendo stato posseduto da alcuni tra i più significativi personaggi storici del paese, prima Iancu de Hunedoara, poi Gheorghe Doja ed infine Mihai Viteazul, che ne costruì il sistema di fortificazioni, ritenendolo un luogo strategico nella difesa del paese, ruolo che conservò fino al 1785, anno in cui venne distrutto dall'esercito asburgico.

Altri monumenti di un certo interesse sono la chiesa dedicata ai SS. Arcangeli Michele e Gabriele (Sfinții Arhangheli Mihail și Gavril), della prima metà del XVIII secolo, la chiesa dedicata all'Assunzione di Maria (Adormirea Maicii Domnului) a Galșa, del 1746, e la chiesa dedicata all'Assunzione di Maria di Mâsca, risalente al 1703.
Șiria ha dato i natali allo scrittore e giornalista Ioan Slavici (1848-1925).
La resa di Világos il 13 agosto 1849 pose fine alla rivoluzione ungherese del 1848.